# Kościół św. Michała Archanioła w Miłoradzu
Kościół świętego Michała Archanioła – rzymskokatolicki kościół parafialny należący do parafii pod tym samym wezwaniem (dekanat Malbork II diecezji elbląskiej).

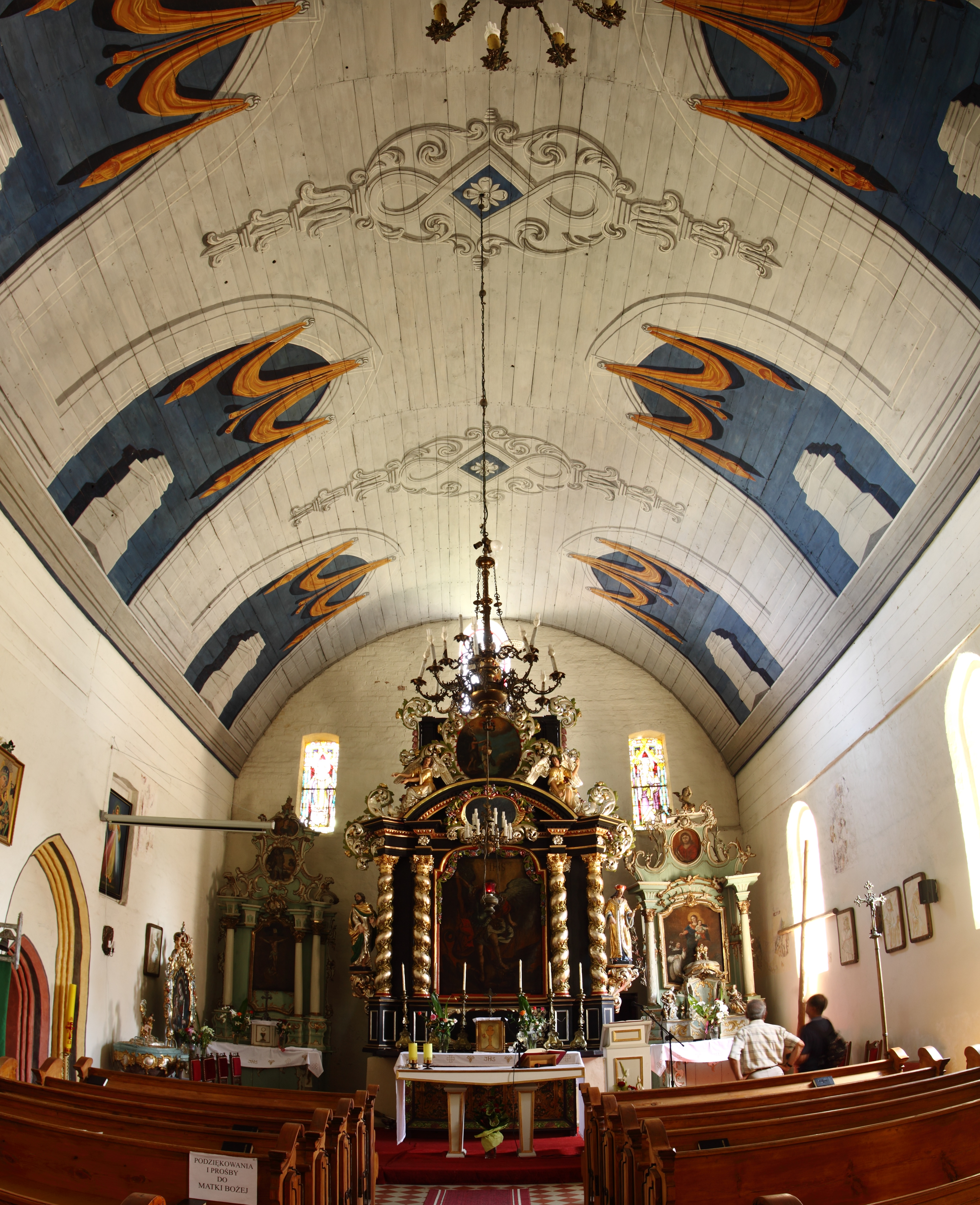
Wnętrze świątyni

Jest to świątynia wzniesiona w XIV wieku w stylu gotyckim. Na skutek katastrofy w 1818 roku zawaliła się wieża kościoła, której ślady można zobaczyć na elewacji zachodniej. W XIX wieku zostały zrekonstruowane korony murów nawy i rozbudowano szczyt wschodni dokumentują. W 1820 roku został zbudowany drewniany beczkowy strop nad nawą, jego polichromia została przemalowana w XX wieku i jest wyjątkowym przykładem klasycystycznej malatury. Świątynia jest bardzo dobrym przykładem współistnienia stylów: gotyckiego i barokowego. Średniowieczna architektura jest wzbogacona późnobarokowym wyposażeniem z dekoracją akantową i rokokową. Ołtarz główny jest ozdobiony obrazem patrona kościoła Michała Archanioła oraz posągami św. Piotra i św. Kazimierza. W górnej kondygnacji został uwidoczniony chrzest Chrystusa. W ołtarzu bocznym w nawie północnej znajduje się obraz Chrystusa Ukrzyżowanego, natomiast powyżej Męczeństwo św. Sebastiana, z kolei w zwieńczeniu obraz św. Marii Magdaleny. Ołtarz w nawie południowej jest ozdobiony obrazem Madonny z Dzieciątkiem wręczającej różaniec św. Dominikowi, powyżej jest umieszczony obraz Ecce Homo. Wspaniała ambona w stylu rokokowym, charakteryzuje się bogactwem zwieńczenia baldachimu z posągiem anioła trzymającego tablice Dekalogu. Rokokowy feretron wykonany w 2 połowie XVIII wieku jest ozdobiony dogmatem o Niepokalanym Poczęciu Maryi; Królująca Maryja i Dzieciątko Jezus błogosławi Światu, a wieniec z gwiazd dwunastu nad głową Madonny przepowiada czasy ostateczne…. Nawiązanie do niebiańskiej przyszłości można znaleźć w prezentacji organów. Barokowy prospekt wykonany w 2 połowie XVIII wieku jest wzbogacony parapetem chóru muzycznego z wizerunkami: muzykującego króla Dawida i św. Cecyli. Zabytkami zachowującymi cechy stylu późnobarokowego są również ławki oraz konfesjonały
Przy kościele w 1863 roku została wzniesiona dzwonnica, przebudowana w roku 1885. Obok niej stoi pęknięty dzwon datowany ok. 1400 rok o imieniu Maryja. Na dzwonnicy zawieszone są trzy dzwony wykonane w 1986 roku w odlewni Janusza Felczyńskiego w Przemyślu, noszące imiona (od najmniejszego): św. Wojciech, św. Michał i Królowa Polski.